# 傑羅姆 (伊利諾伊州)
傑羅姆（英語：Jerome）是位於美國伊利諾伊州桑加蒙縣的一個村落。

## 地理
傑羅姆的座標為39°46′05″N 89°40′44″W / 39.76806°N 89.67889°W，而該地最高點為海拔高度184米（即604英尺）。

## 人口
根據2010年美國人口普查的數據，傑羅姆的面積為1.19平方千米，當中陸地面積為1.19平方千米，而水域面積為0.00平方千米。當地共有人口1656人，而人口密度為每平方千米1,391人。